# Navisporus terrestris
Navisporus terrestris är en svampart som beskrevs av Gibertoni & Ryvarden 2004. Navisporus terrestris ingår i släktet Navisporus och familjen Polyporaceae.   Inga underarter finns listade i Catalogue of Life.